# Insurgente (livro)
Insurgente (Insurgent, originalmente) é o segundo livro da saga Divergente escrita pela autora norte-americana Veronica Roth. Foi lançado nos Estados Unidos em 1 de maio de 2012, chegando ao Brasil e a Portugal em 2013. Seu primeiro livro, Divergente, foi lançado em 3 de maio de 2011 nos Estados Unidos, enquanto o terceiro, Convergente, foi lançado em 22 de outubro de 2013 nos EUA. A adaptação cinematográfica de Insurgente estreou dia 19 de março de 2015 nos cinemas brasileiros.

## Enredo
Tris, Quatro, Caleb, Peter e Marcus viajam até a base da facção Amizade, onde já se encontram refugiados ali alguns membros da Abnegação. A Amizade emite uma declaração pública de que todas as facções podem buscar refúgio lá enquanto eles residirem em paz. Tris ouve Marcus confessando à porta-voz da Amizade, Johanna Reyes, que os líderes da Abnegação morreram para proteger um segredo. Tris confronta Marcus, mas ele recusa-se a revelar qualquer coisa. Os soldados da Erudição chegam à Amizade para deter a Abnegação. Quando um tiroteio começa, Tris, Quatro, Caleb e Susan conseguem escapar e saltar para o trem da Audácia. O vagão está cheio de pessoas armadas, são os "sem facção", entre eles está o ex-inciando da Audácia: Edward, que foi ferido gravemente por Peter durante a iniciação. Edward os escolta até uma zona segura. Tris é surpreendida ao saber que os "sem facção" são numerosos e criaram uma sociedade em que as pessoas parecem felizes, seguras e agem como uma verdadeira facção. O grupo é liderado por Evelyn, mãe de Quatro, que havia sido dada como morta. Naquela noite, Tris ouve uma conversa entre Quatro e Evelyn, durante a qual Evelyn diz a Quatro que ele precisa convencer a Audácia a juntar-se à seu plano de derrubar a Erudição. Caleb e Susan mudam-se para uma zona segura onde mais membros da Abnegação estão vivendo, enquanto Tris e Quatro viajam para a sede da Franqueza. Ao chegar lá, Tris e Quatro são presos e submetidos à um julgamento sob o soro da verdade. Durante o julgamento, Quatro admite que ele se juntou à Audácia para fugir dos abusos de seu pai, e que ele ia se tornar um sem-facção após este último grupo de iniciandos da Audácia. Porém ele viu Tris e decidiu protegê-la. Tris admite que durante o ataque à Abnegação, ela acabou matando seu amigo Will. Isso irrita Quatro e Christina, que não sabiam que Tris era a assassina de Will.
A Franqueza é atacada por traidores da Audácia liderados por Eric; muitas pessoas ficam sob influência de um novo soro de simulação. Tris e Uriah, que são divergentes, procuram saber o que está acontecendo e tentam encontrar outros divergentes em meio ao combate, mas todos eles são capturados por Eric. Ele planeja, conforme as instruções de Jeanine, capturar dois divergentes e levá-los até a sede da Erudição, enquanto o resto será executado. Tris fere Eric, a Audácia vence o combate e assume o controle. Eles descobrem que a nova simulação da Erudição permite que Jeanine controle as vítimas à longas distâncias. Descobrem também que esta nova simulação não pode ser desligada nem contida, dando à Erudição muito mais controle sobre o grupo. Após o ataque, o Líder da Franqueza, Jack Kang, organiza uma reunião privada com um representante, até então, desconhecido da Erudição - esta reunião é secretamente observada por Tris, Quatro, Lynn, e Shauna. O grupo descobre que o representante desconhecido é Max, ex-líder da Audácia que agora está trabalhando para Jeanine Matthews. Max exige que a Franqueza devolva Eric (que foi preso após o ataque), e que Jack faça uma lista contendo os nomes das pessoas que não estão sendo influenciadas pelo soro de simulação. Tris descobre que Jeanine está controlando Max via fone de ouvido. Ela logo conclui que Jeanine deve estar por perto, mas antes que Tris possa fazer qualquer coisa, Lynn atira no peito de Max, matando-o. Um tiroteio começa e Tris, Quatro, Lynn, e Shauna correm para escapar dos traidores da Audácia que estão atirando. O grupo vai atrás de Jeanine, porém ela está sendo fortemente protegida por seus guardas, um deles é Peter, que permite que Tris e seu grupo escapem. Durante a fuga, Shauna é baleada nas costas, ficando paraplégica.
De volta à Franqueza, Quatro confronta Tris dizendo que ela está sendo irresponsável com a sua vida, e que o relacionamento deles irá acabar se ela continuar a agir dessa forma. Os membros da Audácia realizam uma reunião secreta, onde Quatro, Tori e Harrison são eleitos os novos líderes da facção. O dia do julgamento de Eric chega. Ele é condenado por traição. Eric exige que Quatro mate-o, e é isso que Quatro faz, sem nenhuma culpa. Os membros da Audácia retornam para a sua sede. Tris e Quatro reúnem-se com Evelyn e Edward. No fim da reunião, Quatro diz a ela que um de seus medos em sua paisagem do medo mudou; em vez de ter que atirar em uma mulher inocente, ele tem que assistir Tris morrer. Quatro faz um acordo com os sem-facção para juntos destruírem a Erudição e estabelecerem um novo governo. No entanto, Tris não confia em Evelyn. Naquela mesma noite, Christina e Tris acordam e descobrem que uma nova simulação foi ativada. O novo experimento é chamado de Simulação do Medo, e ela faz com que os membros da Audácia se suicidem, jogando-se de cima de prédios. Elas conseguem salvar a vida de Hector, um jovem que é irmão de Lynn. Mas Marlene mergulha para a morte. Tris é novamente sufocada pela dor e pela culpa. Tris decide não ir à cerimônia fúnebre de Marlene. Christina encontra Tris nos corredores e perdoa a amiga pelo que aconteceu com Will, entendendo que as simulações tornam as vítimas totalmente dependentes e controladas por Jeanine. Depois de dormir com Quatro, Tris foge secretamente da sede da Audácia com a intenção de se entregar à Erudição. Sacrificando-se para que a guerra entre as facções acabe.
Tris entra na sede da Erudição apavorada, mas aceitando seu destino. Ela concorda em fazer os testes que Jeanine exige, desde que os resultados sejam explicados para ela depois; Ela é então submetida a uma ressonância magnética e várias outras simulações. Ela vê Caleb Prior, seu irmão, que agora está trabalhando para Jeanine, e fica revoltada com a sua traição. Uma noite, Tris encontra Quatro no corredor, e descobre que ele tentou salvá-la. Tris é levada para a câmara especial, onde Jeanine lhe injeta uma droga indutora de terror. Apesar de todos os seus esforços, Jeanine não consegue encontrar uma simulação que controle Tris, e quando Jeanine perde a paciência, as duas têm uma briga. Ela, então, declara que Tris vai morrer no dia seguinte. No entanto, Peter, que é destinado a ser o seu carrasco, salva a vida de Tris, trocando as substâncias dos soros, pagando assim sua dívida pois Tris salvou sua vida quando estavam no complexo da Amizade. Quatro e Tris conseguem escapar da sede da Erudição. Os dois vão para o setor da Abnegação, onde a Audácia está reunida. Quatro leva Tris para sua casa, e eles declaram seu amor um pelo outro. Depois de ter sido muito afetada pela sua experiência de quase-morte, Tris faz um passeio ao redor de seu antigo bairro. Ela encontra Marcus, que a convence de que seus pais morreram para salvar informações que Jeanine roubou. Ele insiste que esta informação deve se tornar pública antes que o exército da Audácia destrua todos os dados técnicos no ataque em que estão planejando. Disfarçados, Tris, Christina, e Marcus infiltram-se na Amizade para atualizar a situação para Johanna e pedir sua ajuda. Johanna realiza uma reunião para informar o resto da Amizade, a maioria dos membros da facção decide permanecer imparcial, Johanna e vários outros optam por deixar a facção após esta decisão. Tris e Christina falam com os refugiados da Erudição que vivem na Amizade, incluindo Cara, irmã de Will, para que eles ajudem com a missão de salvar as informações que foram roubadas e transmiti-las à todas as facções.
Viajando de volta para a cidade, Tris lidera um grupo de combate disfarçado para se infiltrar na sede da Erudição. Quando o grupo consegue entrar, Cara começa a conectar vários computadores para transmitir os dados para outras facções. Depois de um encontro com Caleb, Tris e Marcus percebem que os dados não estão no computador principal. Tris, Marcus e Christina vão até o laboratório privado de Jeanine. No caminho, o grupo encontra Edward. Depois de um confronto armado que deixa Edward e Christina para trás, Tris e Marcus chegam a um cruzamento. Eles decidem se separar, entrando cada um em uma porta. Tris entra em uma simulação que a obriga a lutar contra si mesma. Percebendo que ela é mais desesperada do que sua contraparte de simulação, ela força a simulação a lhe dar uma arma, atirando e matando seu clone por conta própria. Quando ela entra no laboratório, ela encontra Tori gritando com Jeanine para reconhecer seu irmão, um divergente, que foi assassinado pela Erudição anos atrás. Tris desarma Tori, e depois de uma luta, ela pede para Tori não matar Jeanine porque ela precisa obter informações do seu computador. Tori se recusa e esfaqueia Jeanine no estômago, matando-a.
Tori chama Tris de traidora, pois a mesma tentou impedi-la de matar Jeanine. Tris sai do laboratório logo em seguida e encontra Uriah no caminho. Eles descobrem que os insurgentes queimaram vários setores e arquivos da Erudição.
À medida que Tris e Uriah chegam ao campo de batalha, eles encontram Lynn ferida, e a confortam até o momento de sua morte. Quando o corpo morto de Jeanine é exposto, a guerra acaba e os insurgentes vencem. Evelyn anuncia a instituição de um novo governo sem facções. A Audácia começa a protestar, mas encontrar-se impotente, pois todas as suas armas foram tomadas pelos sem-facção. Caleb, Marcus e Quatro, em seguida, entram na sala, e Quatro abraça Tris. Eles se beijam e se reconciliam, e Tris espera que todos os segredos entre eles tenham acabado para sempre. Telas gigantes começam a jogar as informações recuperadas por Quatro e Caleb. A informação é a seguinte:
Um vídeo antigo com uma mulher chamada Amanda Ritter, que mais tarde se identifica como Edith Prior. Amanda explica que o mundo havia se corrompido após a engenharia genética desenfreada ter reduzido a personalidade das pessoas, e que o sistema de facções foi criado como uma espécie de "cura" para essa corrupção, como uma forma de ajudar a sociedade a recuperar o sentido moral que havia perdido. A cidade de Chicago foi isolada do resto do mundo, mas quando aqueles identificados como "divergentes" começassem a aparecer em grandes números, a Amizade abriria as portas da cerca que rodeia a cidade e a população deverá entrar novamente no mundo.
O salão é dominado por gritos de protesto e regozijo.
Estes eventos levam ao próximo livro da saga, Convergente.

## Personagens
Beatrice "Tris" Prior — Protagonista da saga. A história é narrada através do ponto de vista dela. Ela nasceu na Abnegação, mas escolheu se transferir para a Audácia durante a Cerimônia de Escolha quando ela tinha 16 anos. Ela explica sua escolha afirmando que era uma pessoa muito egoísta e rebelde para se tornar um membro permanente da Abnegação. Tris queria ser livre. Sendo Divergente, ela é capaz de controlar e escapar de todas as simulações. Tris tem aptidão para três facções — Audácia, Erudição e Abnegação — assim, sua divergência é mais forte do que a maioria e praticamente inédita. Ela está em um relacionamento com Tobias Eaton, também conhecido como Quatro, seu ex-instrutor de iniciação, e eles estão apaixonados. Sua Divergência influencia muitos aspectos da sua vida, como muitas vezes ela exibe altruísmo, bravura e inteligência. Caracterizada como uma menina de baixa estatura e magra demais, de forma que aparenta ter 12 anos ao invés de 16, mas acaba ganhando massa muscular por causa dos combates durante o treinamento na iniciação e na guerra. Ela tem cabelos loiros e olhos azuis. Tris tem uma tatuagem de três corvos em sua clavícula, representando cada membro de sua família, e também tem os símbolos de Abnegação e Audácia em ambos os lados de seus ombros. Irmã de Caleb Prior, seus pais eram Andrew Prior e Natalie Prior, que morreram para salvar a vida dela. Ela marcou o segundo menor número de medos em sua Paisagem do Medo (seis), ao lado de Tobias, que tem quatro.
Tobias "Quatro" Eaton —  Está em um relacionamento com Tris. Ele terminou sua classe de iniciação em primeiro lugar, o que lhe proporcionou escolher em que área trabalharia, mas ele recusou-se a tornar-se político, optando por operar o centro de segurança computadorizado da Audácia. Ele é apelidado de Quatro porque a sua Paisagem Medo mostrou que ele tem apenas quatro medos, a quantidade mais baixa de toda a história. Sua paisagem de medo também revelou que seu pai, Marcus, era abusivo com ele, e vários de seus temores derivam dessa violência e abuso. Quatro admitiu escolher a Audácia só para escapar da crueldade de seu pai, que é visto por muitos como uma opção covarde. Marcus era próximo aos pais de Tris, mas Quatro nunca o acompanhou nos jantares a que era convidado, por isso ele e Tris não se conheciam. Ele é descrito como alto, moreno e com olhos azuis cor de safira. Ele tem todos os símbolos de todas as facções tatuadas nas costas, junto com chamas da Audácia ao lado.
Caleb Prior — Irmão de Tris. Ele frequentemente exibe sua natureza erudita como a curiosidade excessiva e natural. Caleb aprende com Jeanine sobre o conteúdo das informações importantes roubadas da Abnegação. Ele escolhe trair Tris, a fim de promover o controle por meio de simulações desenvolvidas pela Erudição. Caleb Prior é um rapaz alto, com cabelo escuro e olhos verdes.
Marcus Eaton — Presidente do Conselho da cidade e Líder político da Abnegação. Ele era abusivo e violento com seu filho Tobias, mas mantinha uma imagem pública de líder bom e carinhoso. Tobias caracteriza-o como manipulador e despreza-o. Marcus afirma que a Erudição atacou a Abnegação para obter informações importantes sobre o sistema da cidade. Ele também afirma que a Erudição quer impedir que estas informações se tornem públicas. Ele era muito próximo aos pais de Tris, porque o pai de Tris, Andrew, também foi um líder da Abnegação antes de morrer.
Jeanine Matthews — A Líder da Erudição, foi escolhida com base em seu alto QI. Ela é a principal desenvolvedora do soro de simulação e antagonista principal da saga. Um de seus principais objetivos é neutralizar a ameaça representada pela capacidade dos Divergentes de manipularem as simulações. Ela obteve informações importantes da Abnegação durante o ataque e manteve-as escondidas em seu computador particular. Ela tem um interesse especial no irmão de Tris, Caleb Prior. Jeanine ensina Caleb sobre os princípios da Erudição, bem como a utilização dos soros de simulação nos habitantes da cidade. Jeanine foi morta por Tori Wu em vingança pelo assassinato de seu irmão, George Wu.
Johanna Reyes — Porta-voz da Amizade. Ela é descrita como uma mulher bonita, mas com uma cicatriz terrível no rosto.
Jack Kang — Líder da Franqueza. É ele quem administra e submete Tris e Tobias ao soro da verdade.
Christina — Amiga próxima de Tris. Christina voltou para a Franqueza após o ataque à Abnegação. Ela estava em um relacionamento com Will antes dele ser assassinado por Tris durante o ataque. Ela sofre a dor de sua perda. Christina torna-se amiga de Cara, irmã de Will, que oferece palavras de conforto e encorajamento a ela. Christina passa a odiar Tris após saber que foi ela quem matou Will. Após alguns membros da Audácia ficarem sob a influência da Simulação do Medo, Christina entende que Tris estava apenas se protegendo quando matou Will. Ela perdoa Tris e as duas voltam a ser amigas. Christina é muito franca e honesta. Ela tem a pele negra e cabelos escuros.
Will — Era um amigo de Tris. Eles conheceram-se quando estavam treinando para a iniciação da Audácia e ele brincou com Tris sobre suas habilidades de tiro ao alvo. Will estava sob o controle da simulação quando tentou atirar em Tris durante o ataque à Abnegação. Tris, então, matou-o para se proteger. Ela fica profundamente triste por tê-lo matado. Ele tinha cabelo loiro com olhos verdes, mostrando muitas vezes um vinco entre os olhos. Era o namorado de Christina antes de sua morte trágica.
Uriah, Lynn, e Marlene — Nascidos na Audácia, são da mesma classe de iniciação de Tris. Uriah é revelado como um Divergente durante o ataque dos traidores da Audácia. Marlene está sempre sorrindo e alegre, uma pessoa otimista. Marlene e Uriah estavam em um relacionamento, mas Marlene foi morta depois de ser controlada pela Simulação do Medo, que a fez pular de um telhado. Lynn inicialmente não gostava de Tris, mas as duas acabam se aproximando tornam-se amigas depois. No fim do livro, Lynn acaba sendo baleada e morre durante o ataque à Erudição.
Zeke e Shauna — Amigos de Quatro. Zeke é o irmão mais velho de Uriah. Zeke atuava como espião na Erudição, até que em um dia ele aparece na Franqueza ao lado de Tori, que está ferida. Shauna é irmã de Lynn. Durante o tiroteio entre os soldados da Erudição e os da Audácia, ela recebe vários tiros nas costas, ficando paralisada abaixo da cintura e requer o uso de uma cadeira de rodas. Ela e Zeke estão namorando.
Tori e Harrison — Escolhidos como Líderes juntamente com Quatro. Harrison é caracterizado como um homem um tanto velho. Tori foi uma artista na loja de tatuagens da Audácia. Ela administrou a simulação de Tris antes da Cerimônia de Escolha e advertiu-a para manter a divergência em segredo. O irmão de Tori, George Wu, foi morto pela Erudição porque era um divergente e Tori quer vingança. Ela agiu como espiã junto de Zeke na sede da Erudição e descobriu que o laboratório onde Jeanine mantém as informações secretas foi fortemente protegido. Tori começa sua vingança sobre a Erudição matando Jeanine.
Max — Um Líder corrupto da Audácia, alia-se à Erudição para destruir a Abnegação. Ele queria que Quatro trabalhasse com ele, mas diante de sua recusa, ele escolheu Eric. Max é baleado no peito por Lynn durante sua reunião secreta com Jack Kang e acaba morrendo.
Eric — Inimigo de Quatro. Eric terminou em segundo lugar na mesma classe de iniciação de Quatro. Ele sente-se ameaçado por Quatro e por isso o odeia. Ele está trabalhando para Max e Jeanine. Ele tem cabelos compridos gordurosos e vários piercings no rosto. Ele é assassinado por Quatro após seu julgamento na sede da Franqueza.
Peter — Principal inimigo de Tris durante a iniciação. Ele é nascido na Franqueza. Ele chama Tris de "Careta" (gíria para os membros da Abnegação) e assedia-a psicológica e fisicamente. A razão disso é que Tris provou ser mais forte do que o esperado, deixando-o com inveja. Ele inveja todos os que se mostram melhor do que ele. Peter é musculoso e alto com cabelo escuro brilhante e olhos verdes. Peter salva a vida de Tris em retribuição ao fato dela ter salvado a sua na sede da Amizade.
Evelyn (Eaton) Johnson — Mãe de Quatro e Líder dos "Sem facção". Ela teve um caso com outro homem enquanto estava casada com Marcus e, supostamente, foi dito para que ela deixasse a Abnegação. Quatro inicialmente fica irritado com seu abandono, porém reconhece que ela foi abusada pelo pai e a perdoa. Tris não confia em Evelyn. Após derrubarem a Erudição, Evelyn, juntamente com os sem-facção, retiram o sistema de facções de funcionamento e assumem o governo. Ela passa a julgar e matar os considerados traidores.
Edith Prior — Presume-se que ela esteja relacionada com Tris, por causa do sobrenome Prior. Foi originalmente conhecida como Amanda Ritter antes de abandonar sua antiga vida para se tornar parte da nova facção.

## Adaptação Cinematográfica
Brian Duffield de Jane Got a Gun foi escolhido para escrever o roteiro de adaptação para Insurgente em 7 de maio de 2013. Depois, Akiva Goldsman foi contratado para reescrever o roteiro do longa. Akiva Goldsman já ganhou o Oscar por Uma Mente Brilhante, além de ter adaptado O Código da Vinci, Anjos e Demônios e Eu, Robô para os cinemas.
As gravações de Insurgente começaram dia 27 de maio de 2014.
A Lionsgate começou testes para figurantes. Todos os atores regulares retornarão para seus respectivos personagens. O ator Theo James, que interpreta o personagem Quatro/Tobias começou a treinar para voltar ao personagem. A atriz vencedora do Oscar, Octavia Spencer foi contratada para interpretar Johanna Reyes, a Porta-voz da facção Amizade.
A Paris Filmes confirmou a data de estreia nacional para 19 de março de 2015. O seu antecessor, Divergente, foi lançado em 21 de março de 2014. Em 16 de dezembro de 2013, foi anunciado que Neil Burger, diretor de Divergente não voltaria para dirigir Insurgente.
O diretor escolhido para dirigir a sequência: A Série Divergente - Insurgente foi Robert Schwentke. As filmagens de Insurgente terminaram dia 6 de setembro de 2014 após quatro meses de grande produção.
Em 18 de dezembro de 2014, foi anunciado que os atores Shailene Woodley, Theo James e um grupo de figurantes retornou ao set de filmagens para regravarem e/ou adicionarem cenas no filme. As regravações foram finalizadas em 31 de dezembro de 2014, após intenso trabalho.